# 渡邊道明
渡邊道明（1967年4月14日—），日本漫畫家。千葉縣出身。代表作是《魔法提琴手》。

## 作品
- 魔法提琴手、全37冊、原名《ハーメルンのバイオリン弾き》
- 空戰幽靈、全8冊、原名《PHANTOM DEAD OR ALIVE》
- 原名《ラッキーナイトカスタードくん（日语：ラッキーナイトカスタードくん）》、2冊待續
- 原名《サスケ剣風録》、月刊少年GANGAN2007年度7月號連載。
- 魔法提琴手外伝
- 魔法提琴手-胡桃鉗

## 師匠
- あおきてつお（日语：あおきてつお）

## 助手
- かわせひろし（川瀬浩名義で「PHANTOM DEAD OR ALIVE」原案協力も）
- 溝渕誠
- きのした順市
- 佐々木少年

## 外部連結
- （日語）